# 千禧年三部曲
「千禧年三部曲」（Millennium）是已故瑞典記者史迪格·拉森的暢銷瑞典犯罪小說系列。系列主角是莉絲·莎蘭德和麥可·布隆維斯特。莎蘭德二十多歲，聰明而怪僻，對映像過目不忘但不擅交際。布隆維斯特是《千禧年》雜誌著名記者，追查社會不義的事，與作者個人背景有相似之處。
作者15歲時目擊一名少女遭人性侵犯，並對性暴力十分反感。他不能原諒自己未能拯救那個名叫莉絲白（Lisbeth）的少女，而她的遭遇正是系列主題（對女人性暴力）的意念來源。
拉森在2004年突然去世，當時只完成第四部小說的首四分之三。存着初稿的電腦由拉森的伴侶Eva Gabrielsson持有，可能還有一或兩部作品的大綱和初稿。瑞典作家兼犯罪記者大衛·拉格朗茲接著繼續「千禧年三部曲」的故事。拉格朗茲的第一部小說是《蜘蛛網中的女孩》，於2015年出版。之後再寫了《以眼還眼的女孩》，於2017年出版。他的第三部小說暨「千禧系列」的最終部作品《終結狩獵的女孩》於2019年8月出版。

## 作品
- 《龍紋身的女孩》（瑞典語：Män som hatar kvinnor，瑞典語書名原意為「憎恨女人的男人（Men who hate women）」），2005年出版
- 《玩火的女孩》（瑞典語：Flickan som lekte med elden，瑞典語書名與英語書名相同，皆為「玩火的女孩」），2006年出版
- 《直搗蜂窩的女孩》（瑞典語：Luftslottet som sprängdes，瑞典語書名原意為「爆炸的空中城堡（The air castle that blew up）」），2007年出版
- 《蜘蛛網中的女孩》（瑞典語：Det som inte dödar oss，瑞典語書名意為「我們所面臨的難關（That Which Does Not Kill Us）」），2015年9月1日出版。作者為記者出身的大衛．拉格朗茲（David Lagercrantz）。
- 《以眼還眼的女孩（英语：The Girl Who Takes an Eye for an Eye）》（瑞典語書名意為「追逐自身影子的男人（The Man Who Chased His Shadow）」），2017年9月12日出版。作者同上。
- 《終結狩獵的女孩》（瑞典語：Hon som måste dö，瑞典語書名意為「非死不可的她（She Who Must Die）」），2019年8月22日出版。作者同上。

拉森生前聲明要將《千禧年三部曲》命名為《憎恨女人的男人》系列，三部曲各自再取副標，對此拉森十分堅持，他曾對瑞典出版商的編輯表明，書的內容都可以動， 唯書名不行。可惜拉森死後，取得英文版權的英國麥勒荷茲出版社（MacLehose Press）便將書名更改為《龍紋身的女孩》（The Girl with the Dragon Tattoo，中文版書名亦追隨英文版的腳步），瑞典版也僅第一部書名有尊重作者遺願。
截至2010年5月，「千禧年三部曲」在全球總共售出二千七百萬本。

## 電影改編

### 瑞典電影
- 《龍紋身的女孩》，2009年2月25日上映
- 《玩火的女孩》，2009年9月18日上映
- 《直搗蜂窩的女孩》，2009年11月27日上映

瑞典電影公司黃鳥與丹麥電影公司北歐電影合作，拍攝了三部曲的電影版本，並於2009年在北歐上映。2010年，每部電影的約180分鐘版本分成兩部份，在電視以6集小型連續劇的形式播放。這個版本在同年7月14日發行DVD和藍光光碟。起初製作組只打算把首部曲在電影院放映，但在首作大受歡迎，使他們改變主意。首部電影導演為Niels Arden Oplev，其餘兩部為Daniel Alfredson；首兩部編劇為Nikolaj Arcel和Rasmus Heisterberg，第三部為Ulf Rydberg和Jonas Frykberg。整個系列均由米克爾·尼奎斯特飾演布隆維斯特、劳米·拉佩斯飾演莎蘭德。

### 美國電影
瑞典黃鳥電影公司和美國索尼影業合作拍攝好萊塢版本。
- 《龍紋身的女孩》由大衛·芬奇執導，丹尼爾·克雷格飾演布隆維斯特、魯妮·瑪拉飾演莎蘭德。2011年12月20日在北美上映[2]。
- 《蜘蛛網中的女孩》由費德·阿瓦雷茲執導，克萊兒·芙伊飾演莎蘭德，斯維爾·古德納森飾演布隆維斯特。2018年11月9日在北美上映。

## 外部連結
- The Stieg Larsson Trilogy 英國出版社 Quercus 特設網站
- The official Millennium site（页面存档备份，存于） 瑞典出版社 Norstedts Förlag 特設網站